# ميليشيا المتطوعين اليونانيين
ميليشيا المتطوعين اليونانيين (بالصربية: Грчка Добровољачка Гарда Grčka Dobrovoljačka Garda) (باليونانية: Ελληνική Εθελοντική Φρουρά Elliniki Ethelodiki Froura)‏ كانت وحدة من المتطوعين اليونانيين الذين قاتلوا في حرب البوسنة والهرسك إلى جانب جيش جمهورية صرب البوسنة. يُزعم أن بعض أعضاء الوحدة كانوا موجودين في منطقة مذبحة سريبرينيتشا وبحسب ما ورد رفعوا علم اليونان فوق المدينة والذي تم تسجيله «لأغراض التسويق».

## التاريخ
وصلت أول مفرزة من المتطوعين اليونانيين إلى البوسنة والهرسك في عام 1993. في مارس 1995 تم تشكيل ميليشيا المتطوعين اليونانيين وهو وحدة من مائة من القوات شبه العسكرية اليونانية بناء على طلب رئيس أركان جيش جمهورية صرب البوسنة راتكو ملاديتش وحدة قتالية منتظمة في فيلق درينا مع شاراتها الخاصة نسر أبيض مزدوج الرأس على خلفية سوداء. كان مقر الوحدة بقيادة ضباط صرب في فلاسينيتشا وهي بلدة في وادي درينا.
يُزعم أن بعض المتطوعين لديهم صلات مع حزب الفجر الذهبي وهو حزب سياسي يوناني قومي. ويُزعم أنهم كانوا مدفوعين لدعم إخوانهم الأرثوذكس في المعركة.
دعا رئيس أساقفة أثينا سيرافيم زعيم صرب البوسنة والهرسك رادوفان كاراديتش لزيارة أثينا في عام 1993. وفي تجمع حاشد هناك أعلن كاراديتش: «ليس لدينا إلا الله واليونانيون إلى جانبنا».

## حضوره في سريبرينيتشا في يوليو 1995
في عام 2002 وصف تقرير معهد نيود لدراسات الحرب والمحرقة والإبادة الجماعية عن سريبرينيتشا كيف قامت ميليشيا المتطوعين اليونانيين برفع العلم اليوناني فوق سريبرينيتشا بعد سقوط المدينة مستشهد بلقطات فيديو للحدث ومقتطفات من الاتصالات الهاتفية لجيش جمهورية صرب البوسنة التي تم اعتراضها والتي تضمنت طلب الجنرال راتكو ملاديتش المحدد. رفع العلم اليوناني فوق المدينة تكريما لـ «اليونانيين الشجعان الذين يقاتلون إلى جانبنا». كما كشف التقرير أن الحكومة اليونانية أرسلت شحنات من الأسلحة الخفيفة والذخيرة إلى جيش جمهورية صرب البوسنة بين 1994 و 1995.
وفقا لتقرير صادر عن وكالة الأنباء الفرنسية (فرانس برس) كان هناك عشرات المتطوعين اليونانيين يقاتلون إلى جانب القوات الصربية وقت مذبحة سريبرينيتشا. تم الإبلاغ عن تورط ميليشيا المتطوعين اليونانيين في الهجوم على سريبرينيتشا في وسائل الإعلام اليونانية وتمت مقابلة العديد من المتطوعين هناك.

## التحالف غير المقدس والطريقة اليونانية
في كتابه التحالف غير المقدس الذي نُشر في عام 2002 أشار المؤلف اليوناني تاكيس ميتشاس إلى الادعاء الذي أوردته مجلة سراييفو الأسبوعية جلوبال بأن عشرات القوات شبه العسكرية اليونانية كانت موجودة في منطقة مذبحة سريبرينيتشا ورفعت العلم اليوناني فوق المدينة. استنساخ صور المتطوعين المنشورة في الصحافة اليونانية. قال ميخاس أيضا إن رادوفان كاراديتش قد أوسم المتطوعين في وقت لاحق. في سبتمبر 1995 حصل أربعة من مقاتلي الوحدة على وسام النسر الأبيض من قبل كارادزيتش.
في فيلم إنغبورغ بيوغل الوثائقي «الطريقة اليونانية» لقناة شركة البث بين الطوائف الهولندية والذي حقق في تضامن اليونان مع صربيا في حرب البوسنة والهرسك اعترف مدير وكالة أنباء أثينا شبه الرسمية نيكولاس فوليليس برقابة واسعة النطاق في وسائل الإعلام اليونانية حيث قال: «كان التدخل التحريري أمر مفروغ منه».

### دعوى قضائية ضد تاكيس ميتشاس
في عام 2009 أعلن ستافروس فيتاليس ممثل المتطوعين اليونانيين أنه يقاضي ميشاس بسبب مزاعم في كتابه التحالف غير المقدس. وأكد فيتاليس أن المتطوعين كانوا أعضاء في جيش جمهورية صرب البوسنة الذين شاركوا في ما وصفه بـ «إعادة احتلال» البلدة. واعترف في بيانه الصحفي بأنني «كنت حاضر مع مجموعة من كبار الضباط الصرب في جميع عمليات إعادة احتلال الصرب لسربرينيتشا». كان هذا على الرغم من أن فيتاليس أخبر الصحفي بارنابي فيليبس أنه على الرغم من وجوده في البوسنة والهرسك لم يكن في سريبرينيتشا عندما سقطت في أيدي الصرب.
ادعى فيتاليس أيضا أن المتطوعين اليونانيين سافروا إلى منطقة الصراع بعلم كبار السياسيين اليونانيين. ركز ميتشاس على التقاعس عن العمل: «لم يحاول أحد إيقافهم ولم تبذل السلطات القانونية اليونانية أي محاولة لمساعدة عمل المحكمة الجنائية الدولية ليوغوسلافيا السابقة في لاهاي من خلال متابعة التحقيقات حول الجرائم التي قد يكون المتطوعون قد ارتكبوها بأنفسهم أو عرفوها حول».
تم تمويل الدعوى المرفوعة ضد ميشاس من قبل مجموعة شاملة من القوميين اليونانيين اليمينيين.
حثت المنظمة الناشطة «مراسلون بلا حدود» المحكمة اليونانية على رفض الدعوى القانونية التي وصفتها بـ «السريالية» وقضية مضايقة قضائية واضحة. في إشارة إلى جودة ودقة وشجاعة تقارير ميشاس عن الدعم العسكري «للمتطوعين» اليونانيين لصرب البوسنة والهرسك وإحجام الحكومات اليونانية المتعاقبة عن التحقيق في هذه القضية وجدت المنظمة أن «الرقابة الذاتية» للسياسة اليونانية طبقة ووسائل إعلام حول وجود أي قوات يونانية شبه عسكرية أو مرتزقة في البوسنة والهرسك خلال مذبحة سريبرينيتشا «مفاجأة ومقلقة». دعت منظمة مراسلون بلا حدود إلى مزيد من البحث في دور السلطات اليونانية.
في 17 سبتمبر قبل وقت قصير من بدء جلسة المحكمة انسحب فيتاليس من الدعوى.

## استفسار عام
في عام 2005 دعا النائب اليوناني أندرياس أندريانوبولوس إلى فتح تحقيق. في 10 يوليو 2005 أصدر 163 أكاديمي وسياسي وصحفي وناشط سياسي يوناني دعوة لليونان للاعتذار رسميا لضحايا سريبرينيتشا عن أي وجود يوناني في منطقة المجزرة. بعد التأكيد على أن الجمهور اليوناني قد «تم تضليله» بشأن التحالف مع قوات صرب البوسنة والهرسك دعا بيانهم الدولة اليونانية إلى تقديم اعتذار علني لعائلات الضحايا لتوجيه الاتهام إلى «المتطوعين» اليونانيين الذين كانوا متواجدين في البوسنة والهرسك. إلى جانب كارادزيتش وملاديتش والذين أساءوا إلى العلم اليوناني برفعه فوق المذبحة في سريبرينيتشا وملاحقة الأشخاص «الذين يُفترض أنهم مجهولون» الذين تلاعبوا بهم.
في عام 2006 كلف وزير العدل أناستاسيوس باباليجوراس بإجراء تحقيق لم يقدم تقريرا بعد.

## استجابة المتطوعين للادعاءات
في عام 2007 في صحيفة الفثيري أو كيرياكوس كاثاريوس أحد أعضاء ميليشيا المتطوعين اليونانيين نفى مشاركتهم في المجزرة. وبينما أقر برفع العلم اليوناني ذكر أن التكريم الذي حصل عليه ملاديتش لم يكن مرتبط بالحادث. في مقابلة مع قناة الجزيرة زعم كاثاريوس أن زملائه المتطوعين قد اتصلوا به في المنزل وأخبروه أنهم رفعوا العلم لكنهم لم يشاركوا في المعركة نفسها.

## روابط خارجية
- "Uloga grčkih dobrovoljaca u ratu u BiH". Al Jazeera Balkans (بكرواتية صربيا). 13 Sep 2012. Archived from the original on 2016-03-07.